# La Reforma (Guatemala)
La Reforma (en honor a la Reforma Liberal de 1871) es un municipio del departamento de San Marcos en la República de Guatemala. Se encuentra en el suroeste del país y se proyectaba para 2021 una población de 23,717 habitantes en base al censo de población de 2018.
Su población está compuesta principalmente por mames, que hablan su propio idioma, el mam, y el español. Coexisten los ritos católicos y las prácticas religiosas precolombinas.
La principal fuente de ingresos del municipio es el cultivo del café.

## Geografía física

### Orografía
El municipio de La Reforma se encuentra enclavado en las faldas del Cerro de Sacuchún, ramal de la Sierra Madre. El Cerro de Sacuchún se destaca por su vegetación y sus tierras fértiles; además está también el Cerro Alto, Loma de Tigre y las montañas que tienen algunas fincas, lo que contribuye a que la precipitación pluvial sea suficiente para la actividad agrícola.

### Hidrografía
El municipio está rodeado de ríos, El Canoj que le sirve de límite al nororiente con el municipio de El Quetzal, este río se une en su recorrido con el “Chisná”, siguiendo de límite con el nombre de este último hasta parte sur del municipio, y al poniente al río Ixtal, límite con el municipio de Nuevo Progreso. El río Canopá que por mucho tiempo movió las turbinas que generaban electricidad para la población, sus aguas son aprovechadas por las fincas para distintos usos, mayormente en tiempos de cosecha. Entre los ríos pequeños que también son aprovechados por los vecinos se tiene: Cainá, Colorado, El Porvenir, Mamuzá, San Cristóbal, Monzón, Culebra y Chillón, con alguno de estos riachuelos se abastece a la población de tan apreciado líquido destinado a varios usos.

### Clima
El clima de las comunidades que conforman el municipio es variado, pero en general el municipio tiene un clima templado y cálido. EL BM (monumento de elevación) del Instituto Geográfico Nacional de Guatemala, localizado en el parque de la cabecera municipal, está a 1139.51 m s. n. m.
La cabecera municipal de La Reforma tiene clima tropical (Köppen: Am).
| Parámetros climáticos promedio de La Reforma | Parámetros climáticos promedio de La Reforma | Parámetros climáticos promedio de La Reforma | Parámetros climáticos promedio de La Reforma | Parámetros climáticos promedio de La Reforma | Parámetros climáticos promedio de La Reforma | Parámetros climáticos promedio de La Reforma | Parámetros climáticos promedio de La Reforma | Parámetros climáticos promedio de La Reforma | Parámetros climáticos promedio de La Reforma | Parámetros climáticos promedio de La Reforma | Parámetros climáticos promedio de La Reforma | Parámetros climáticos promedio de La Reforma | Parámetros climáticos promedio de La Reforma |
| Mes                                          | Ene.                                         | Feb.                                         | Mar.                                         | Abr.                                         | May.                                         | Jun.                                         | Jul.                                         | Ago.                                         | Sep.                                         | Oct.                                         | Nov.                                         | Dic.                                         | Anual                                        |
| -------------------------------------------- | -------------------------------------------- | -------------------------------------------- | -------------------------------------------- | -------------------------------------------- | -------------------------------------------- | -------------------------------------------- | -------------------------------------------- | -------------------------------------------- | -------------------------------------------- | -------------------------------------------- | -------------------------------------------- | -------------------------------------------- | -------------------------------------------- |
| Temp. máx. media (°C)                        | 28.7                                         | 28.6                                         | 29.5                                         | 29.3                                         | 29.0                                         | 27.7                                         | 28.3                                         | 28.7                                         | 28.0                                         | 28.2                                         | 28.4                                         | 28.8                                         | 28.6                                         |
| Temp. media (°C)                             | 22.5                                         | 22.5                                         | 23.1                                         | 23.3                                         | 23.4                                         | 22.5                                         | 22.7                                         | 23.1                                         | 22.6                                         | 22.9                                         | 22.8                                         | 22.8                                         | 22.9                                         |
| Temp. mín. media (°C)                        | 16.3                                         | 16.5                                         | 16.8                                         | 17.4                                         | 17.8                                         | 17.4                                         | 17.2                                         | 17.5                                         | 17.3                                         | 17.6                                         | 17.2                                         | 16.8                                         | 17.2                                         |
| Precipitación total (mm)                     | 32                                           | 44                                           | 91                                           | 186                                          | 454                                          | 635                                          | 495                                          | 480                                          | 673                                          | 558                                          | 163                                          | 57                                           | 3868                                         |
| Fuente: Climate-Data.org                     |                                              |                                              |                                              |                                              |                                              |                                              |                                              |                                              |                                              |                                              |                                              |                                              |                                              |

### Ubicación geográfica
El municipio de La Reforma se encuentra al oriente del departamento de San Marcos y completamente rodeado de municipios de dicho departamento.  Está enclavado en las faldas Cerro de Sacuchún, a quien los moradores denominan «el Gran Centinela» y tiene una extensión territorial de 60 kilómetros cuadrados. 
Sus colindancias son:
- Norte: San Cristóbal Cucho
- Sur, este y sureste: El Quetzal[4]
- Oeste: Nuevo Progreso[4]

|                       | Norte: San Cristóbal Cucho |                     |
| Oeste: Nuevo Progreso |                            | Este: El Quetzal    |
|                       | Sur: El Quetzal            | Sureste: El Quetzal |

## Gobierno municipal
Los municipios se encuentran regulados en diversas leyes de la República, que establecen su forma de organización, lo relativo a la conformación de sus órganos administrativos y los tributos destinados para los mismos.  Aunque se trata de entidades autónomas, se encuentran sujetas a la legislación nacional. Las principales leyes que rigen a los municipios en Guatemala desde 1985 son:
| N.º | Ley                                                | Descripción |
| --- | -------------------------------------------------- | --- |
| 1   | Constitución Política de la República de Guatemala | Tiene una regulación legal específica para los municipios en los artículos 253 al 262. |
| 2   | Ley Electoral y de Partidos Políticos              | Ley de carácter constitucional aplicable a los municipios en el tema de la conformación de sus autoridades electas. |
| 3   | Código Municipal                                   | Decreto 12-2002 del Congreso de la República de Guatemala. Tiene la categoría de ley ordinaria y contiene preceptos generales aplicables a todos los municipios, e inclusive contiene legislación referente a la creación de los municipios.             |
| 4   | Ley de Servicio Municipal                          | Decreto 1-87 del Congreso de la República de Guatemala. Regula las relaciones entra la municipalidad y los servidores públicos en materia laboral. Tiene su base constitucional en el artículo 262 de la constitución que ordena la emisión de la misma. |
| 5   | Ley General de Descentralización                   | Decreto 14-2002 del Congreso de la República de Guatemala. Regula el deber constitucional del Estado, y por ende del municipio, de promover y aplicar la descentralización y desconcentración económica y administrativa.                                |

El gobierno de los municipios de Guatemala está a cargo de un Concejo Municipal mientras que el código municipal —que tiene carácter de ley ordinaria y contiene disposiciones que se aplican a todos los municipios de Guatemala— establece que «el concejo municipal es el órgano colegiado superior de deliberación y de decisión de los asuntos municipales […] y tiene su sede en la circunscripción de la cabecera municipal». Por último, el artículo 33 del mencionado código establece que «[le] corresponde con exclusividad al concejo municipal el ejercicio del gobierno del municipio».
El concejo municipal se integra con el alcalde, los síndicos y concejales, electos directamente por sufragio universal y secreto para un período de cuatro años, pudiendo ser reelectos.
Existen también las Alcaldías Auxiliares, los Comités Comunitarios de Desarrollo (COCODE), el Comité Municipal del Desarrollo (COMUDE), las asociaciones culturales y las comisiones de trabajo. Los alcaldes auxiliares son elegidos por las comunidades de acuerdo a sus principios, valores, procedimientos y tradiciones, estos se reúnen con el alcalde municipal el primer domingo de cada mes. Los Comités Comunitarios de Desarrollo y el Consejo Municipal de Desarrollo tiene como función organizar y facilitar la participación de las comunidades priorizando necesidades y problemas.
| Elemento             | Descripción |
| -------------------- | --- |
| Blasón               | El blasón en su parte externa tiene dos banderas, lado izquierdo es la bandera del departamento de San Marcos, mientras que la del lado derecho es la del municipio. |
| Triángulo equilátero | Determinar una igualdad entre los hijos reformenses, no existiendo diferencia de raza, ni discriminación.                                                            |
| Ramas de café        | Las dos ramas en forma de círculo denotan la producción que fortalece la economía de la población                                                                    |
| Listón azul y blanco | Sobre este listón descansan las dos ramas de café y representa la Bandera Nacional                                                                                   |
| Fecha                | Es la fecha de fundación del municipio. |

Significado colores de la bandera municipal: 
- Verde: esperanza y la vegetación que rodea al municipio.
- Blanco: pureza de la que se revisten los cafetales, anunciando una nueva cosecha.

## Historia
Originalmente La Reforma era un caserío del departamento de San Marcos y dependía de la jurisdicción de San Cristóbal Cucho, y el principal propietario era Mariano Maldonado; en esa época la población medía dos caballerías, se dedicaba al cultivo de café, caña y azúcar y crianza de ganado y tenía únicamente diecinueve habitantes. En el censo del 31 de octubre de 1880, no aparece La Reforma, sino que solamente se menciona a San Cristóbal Cucho, el cual tenía una población urbana y trece poblaciones rurales.
En 1893, La Reforma continuaba como poblado de San Cristóbal Cucho, y en el censo de 1921 aparece ya con 6,125 habitantes, de los cuales 3144 eran varones y 2981 mujeres.  Los habitantes comprendieron que ya era tiempo de organizarse y tener un centro de acción para sus necesidades básicas.  Finalmente, el municipio de «La Reforma» —llamado así en honor a la Reforma Liberal de 1871— Aunque registros historicos y en el propio municipio de La Reforma se establece que fue fundado en 1888, conscuentemente en 1988 se celebro el centenario del municipio.

### Breve resumen histórico y descriptivo de las comunidades rurales
| Nombre                           | Extensión (en km²) | Límites | N.º de habitantes | Servicios | Historia |
| -------------------------------- | ------------------ | --- | ----------------- | --- | --- |
| Aldea Santa Clara                | 3.90               | - Norte: Cantón San Isidro - Sur: Finca El Pensamiento - Este: Caserío Los Ochoa - Oeste: Aldea San José Ixtal, del municipio de Nuevo Progreso | N/A               | - Viviendas: de madera, 316 casas; de block, 14 casas; de bahareque, 42 casas; de barro, 3 casas. Total viviendas: 375. - Servicio de correo: Por medio de la auxiliatura, dos veces por semana a la cabecera municipal. - Organizaciones existentes: autoridades: Alcaldía auxiliar. - Comités: Pro-mejoramiento comunidad, agua potable, pro-salud. - Instituciones estatales: escuela, puesto de salud, instituto básico. Servicios: Agua potable en 108 viviendas, con pozo ciego 85, con servicio eléctrico 39 viviendas, con letrinas 297 casa, sin letrina 78. - Puesto de salud: existe un edificio prestando sus servicios con una enfermera auxiliar. Cuenta con una escuela de tres aulas con vivienda, impartiéndose la primera completa y los tres años del básico. - También dos iglesias evangélicas y una católica, un juzgado auxiliar, un salón comunal, dos ventas de medicinas, tres molinos de nixtamal, una carnicería de res, dos marranerías. | No se puede precisar con exactitud la fecha de fundación porque esta región antiguamente perteneció a San Antonio Sacatepéquez, el cual a su vez pertenecía a la jurisdicción del departamento de Quetzaltenango. Cuando La Reforma quedó autorizado como municipio no independiente, esta área le fue asignada y posiblemente Santa Clara era un paraje de San José La Providencia. - Tradiciones: Acuden a diferentes iglesias a recibir el pan espiritual. Cambio de autoridades cada año. - Costumbres: Celebran el primero de noviembre, procesión de la Virgen el 20 de febrero, procesión y quema de Judas. - Principales Festividades: Patronales. 20 de febrero feria titular, se celebran todas las festividades cívicas oficiales . - Comités: de festejos para la feria y deportes. |
| Aldea San Rafael Bocol           | 3.20               | - Norte: Finca Monterrosa - Sur: Finca Guadalupe - Este: Finca El Carmen - Oeste: Finca el Pilar                                                | 474               | - Vivienda: 68 casas de madera y block. - Servicio de correo: Todas estas comunidades tienen el mismo sistema, que emplea Santa Clara. - Organizaciones existentes: Autoridades: Alcalde Auxiliar. - Comité: Pro-mejoramiento Comunidad. - Instituciones: Juzgado | En 1942 sus habitantes agregaron el nombre de «San Rafael», quedando con el nombre de «San Rafael Bocol» en honor a Rafaela Calderón. |
| Caserío La Esperanza             | 2                  | - Norte: Aldea La Independencia, del municipio de Nuevo Progreso - Sur: Finca Lucerna - Este: Finca Canopá - Oeste: Cantón San Isidro           | 575               | - Vivienda: 100 casas, construcción 80% de madera y 20% de block. - Servicios: cuenta con agua potable, la fuente queda en terrenos de la finca Canopá. la mayoría tiene letrinas. Iglesias: 2 evangélicas y una católica. | Esta región originalmente perteneció a la aldea Santa Clara. El terreno fue donado por Emilio González y Hugo Mérida para la parte central del caserío; estos mismos señores vendieron sus propiedades a otras personas de lugares cercanos y fue así como en 1957 se desligó de Santa Clara. Su nombre se origina de la celebración que se hacía en Santa Clara a la imagen de Jesús de la Buena Esperanza. La feria la celebran en los días de Semana Santa. |
| Caserío Punta Arenas             | 1                  | - Norte: Finca La Arabia y La Paz - Sur: Finca Nueva América - Este: Finca La Victoria - Oeste: Caserío Santa Teresa                            | 456               | Cuenta con agua potable desde el 12 de diciembre de 1975. | Punta Arenas era una finca propiedad de Víctor Pérez, originario de Huehuetenango; esta finca colindaba con otra llamada Socorro, de Mariano Pérez, quien era originario de San Marcos. Víctor Pérez dispuso heredar a sus hijos Max Gonzalo, María y Víctor H mientras que Marcial Robles compró el Socorro para lotificarlo. Con estas divisiones surgió el caserío Punta Arenas. |
| Caserío Los Ochoa                | 1.09               | - Norte: San Isidro - Sur: Aldea Sintaná, del municipio El Quetzal - Este: Finca Chantel - Oeste: Aldea Santa Clara                             | 540               | - Vivienda: 125 casas, el 70% de madera y el 30% de block. - Servicios: escuela, salón comunal, agua potable desde el año de 1986; letrinas. En proyecto: puesto de salud, iglesia católica | En esta área estaba la finca San Antonio Las Flores, que era propiedad de los hermanos Bonifacio y Víctor María Ochoa Barrios, originarios de San Lorenzo; cada uno de ellos tuvo ocho hijos, resultando en dieciséis herederos para la finca que se convirtió en un cantón de la aldea Santa Clara. Posteriormente, cuando fue dividida formalmente la finca, decidieron declararlo caserío Los Ochoa, siendo su primer alcalde el señor Julio Víctor Domínguez. El predio que ocupa la escuela fue donado por el Marcos Ochoa de León. En 1978 fue oficialmente declarado caserío. La fiesta titular se celebra el 15 de enero, y tienen como patrono al Cristo de Esquipulas. |
| Recuerdo Asturias                | 1                  | - Norte: Finca Canopá - Sur: Finca Primavera - Este: Concepción Candelaria - Oeste: Finca Canopá                                                | 446               | - Viviendas: 68 casas en total, de madera y block. - Servicios: escuela construida con el plan tripartito; letrinas e iglesia católica. | La región que ocupa el caserío Recuerdo Asturias formaba parte de la finca Concepción Candelaria, propiedad del ciudadano cubano Stuardo Samayoa Brahaman. Durante el gobierno del coronel Jacobo Árbenz Guzmán, luego de la promulgación del Decreto 900 de Reforma Agraria, Concepción Candelaria se convirtió en finca nacional y fue completamente dividida en parcelas. Tras el derrocamiento de Árbenz en 1954 el gobierno del coronel Carlos Castillo Armas hizo que las fincas parceladas pasaran a poder del Banco Nacional; en ese momento, Francisco Asturias, hijo, adquirió dos caballerías de la finca al Banco Nacional para venderlas a sus trabajadores a un precio favorable de doce quetzales por cuerda. De las dos caballerías solamente parcelaron una y la otra pasó a formar parte nuevamente de Concepción Candelaria. Los habitantes que salieron favorecidos con la venta que les hizo Asturias fundaron el caserío Recuerdo Asturias. |
| Caserío Villa Hermosa            | 0.339              | - Norte: Finca Las Cruces - Sur: Finca Concepción Candelaria - Este: Finca Villa Hermosa - Oeste: Nueva América                                 | 439               | - Viviendas: 45 casas, 37 habitadas, 8 desocupadas, de madera y block. - Servicios: escuela, suficiente agua potable, inaugurada el 28 de febrero de 1986; juzgado auxiliar (1988). - La mayoría de sus habitantes son protestantes. | En el censo de 1921 figura ya la finca Villa Hermosa como productora de caña y café. Antes de que fuera desmembrada parte de la finca para que surgiera el caserío Villa Hermosa, su propietario, Guillermo Rodas, dejó encargado a Alejandro Barrios para que lotificara setesientes setenta y seis cuerdas. |
| Caserío Santa Teresa             | 0.45               | - Norte: Finca La Igualdad - Sur: Caserío Punta Arenas - Este: cabecera municipal de La Reforma - Oeste: Finca La Paz                           | 678               | - Viviendas: 96 casas. - Servicios: juzgado auxiliar, agua potable, una parte; letrinas, también una parte con ese servicio; en proyecto la escuela. | La Finca Santa Teresa, en el censo general de población de la República del 28 de agosto de 1921, tenía treinta y cuatro habitantes y en el censo levantado por las autoridades del municipio de La Reforma el 15 de enero de 1925, contaba con treinta y cinco habitantes. La región pertenecía a la señora Inés P. de Ramírez, y luego de varios operaciones de compra-venta pasaron a ser propiedad de Walter Hanstein, propietario de la finca La Paz, a la cual quedó anexada Santa Teresa. Cuando Hanstein se retiró, dejó en proyecto la lotificación de Santa Teresa a cargo de uno de los hijos, que continuó con la lotificación de la manzana «Santa Teresa» para los trabajadores y empleados con más tiempo de servicio lo que dio origen a la comunidad de «Santa Teresa». Las colindancias tienden a desaparecer por el lado este, quedando el río Canopá dentro de una parte de la población.                                                     |
| Parcelamiento Natividad de María | 1.36               | - Norte: municipio de San Cristóbal Cucho - Sur: Finca Dos Marías - Este: Finca Santa Margarita - Oeste: Finca Matriz y anexos                  | 879               | - Viviendas: 150 casas, construidas dc madera y block. - Servicios: escuela, juzgado auxiliar, iglesia católica, iglesia evangélica, agua potable en abundancia. | El parcelamiento de Natividad de María surgió de una fracción de tierra desmembrada de la finca Dos Marías. Cada una de las ciento cuatro familia que recibió su parte el 4 de diciembre de 1956 pagó Q.1,040.00, en abonos anuales no menores de Q.104.00 cada uno. Los que recibieron parcelas fueron trabajadores antiguos de la finca Dos Marías. El terreno desmembrado mide 3 manzanas y/o 5,449 varas cuadradas, equivalentes a 182 hectáreas, 97 áreas, 96 punto 83 centímetros. |
| Cantón San Isidro                | 2                  | - Norte: Cantón La Piñuela, del municipio de Nuevo Progreso - Sur: caserío Los Ochoa - Este: Aldea Santa Clara - Oeste: Caserío La Esperanza    | 663               | - Vivienda: 154 casas. - Servicios: escuela desde el año 1978, alcaldía auxiliar, letrinización, agua potable, tiene dos fuentes, una de Guadalupe y la Otra de Santa Teresa Canopá. En proyecto: iglesia católica, electrificación. | San Isidro formaba parte de la aldea Santa Clara, pero se separó en 1981 cuando la población ya era bastante considerable. El terreno era propiedad de Marcelino Velásquez, quien también donó una imagen de San Isidro Labrador. Su hijo Lorenzo Velásquez, en honor a la imagen, la designó con el nombre de cantón San Isidro. Celebran la fiesta del 2 al 6 de diciembre. |

## Flora
En la parte norte de la población se pueden apreciar árboles que corresponden a la zona fría, que producen maderas; el pino que se aprovecha para extraer madera y leña. El ciprés y el pinabete han decrecido debido a la tala inmoderada. 
En todo el municipio, principalmente en la parte sur de la cabecera, a menor escala, la flora es variada, por ejemplo: Cedro, tempisque, palo blanco, matilisguate, hule, etc,. Como todos los habitantes viven de la agricultura, el cultivo principal es el café, como número uno, seguido por el hule. Por lo fértil se producen muchas cultivos: 
| Tipo                | listado |
| ------------------- | --- |
| Plantas medicinales | Naranjo, limón, quina, canela, zapotón, guarumo, valeriana, achiote, etc.                                                      |
| Plantas comestibles | Hierbamora ( macuy ), quishtán, quilete, pacaya, tepejilote, flor de izote, chile, camote, malanga, guisquil, etc.             |
| Frutas              | Banano, plátano, limón, naranja, níspero, papaya, paterna, cushín, pomarrosa, lima, mandarina, mango, marañón, tamarindo etc,. |
| Cereales            | Maíz, frijol. |
| Ornamentales        | Claveles de diferentes variedades, rosales, violeta, dalias, cola de quetzal, amarilis de diferentes colores, bandera, etc.    |

## Fauna
Estas tierras fueron ricas en fauna, con el aparecimiento de las fincas y la caza constante de los pobladores fueron extinguiéndose las especies; pero todavía se encuentran reptiles.  También hay otros animales como: lechuza, búho, conejo, ardilla, zorro, comadreja, pizote, Quetzal —Ave Nacional de Guatemala—, venado, serpientes, y loros, entre otros. Hay fincas que tienen crianza de ganado vacuno. Variedad de aves de diferentes colores y cánticos, y, por último, en los hogares no faltan las aves de corral.

## Infraestructura y servicios

### Agua potable
En el Municipio de La Reforma, existen aproximadamente 20 manantiales de agua por la posición topográfica del municipio, y que todavía existe parte de la vegetación, ya que en su mayoría ha sido destruida por el hombre. A pesar de estos manantiales, no se ha construida la infraestructura para mejorar el sistema de agua potable.

### Energía eléctrica
El fluido de energía eléctrica en este Municipio es bastante deficiente y la cobertura se encuentra en un 60% aproximadamente.

### Medios de comunicación
Actualmente se cuenta con el servicio de teléfonos locales, públicos y celulares, dos emisoras de radio: La Voz de La Reforma y La Voz de Restauración, correos y Super Cable Reforma.

### Edificios gubernamentales y municipales
Municipalidad, Mercado, Salón de Usos Múltiples y Rastro Municipal.  Existe el Balneario en Cantón San Pedrito y el parque central de la cabecera municipal. En las comunidades de El Baluarte, Nueva Esperanza, y en las Fincas La Paz, Nueva América, La Igualdad hay instalaciones deportivas; pero la cabecera municipal que carece de canchas de fútbol y básquetbol.
La Reforma carece de hospitales, pero sí cuenta con un Centro de Salud administrado por el Ministero de Salud Pública y Asistencia Social y una delegación del Instituto Guatemalteco de Seguridad Social.

### Otros edificios y servicios
- Tres pensiones
- Comedores
- Biblioteca del Banco de Guatemala
- Un mercado municipal
- Una subestación de la Policía Nacional Civil
- La 68.ª compañía de Bomberos Voluntarios.
- Un rastro municipal
- Monumentos en honor al general Justo Rufino Barrios que se ubica en la salida a la cabecera departamental de San Marcos y al señor Oswaldo Asturias, que se ubica en Finca Dos Marías.[6]

## Economía
Las principales actividades económicas del municipio son:
- Agricultura: la mayor parte de la población es campesina y se dedica al cultivo de café, banano, naranja, plátano, maíz, y frijol, principalmente.
- Ganadería: existe en un menor porcentaje a la actividad agrícola.

Existen varias asociaciones de tierras, de vivienda y de agua, aparte de la Cooperativa de la Finca Dos Marías.  Los organismos gubernamentales que funcionan en el municipio son: Organismo Judicial, Ministerio de Educación, Ministerio de Salud, Ministerio de Comunicaciones, Instituto Guatemalteco de Seguridad Social y el Banco Rural de Desarrollo.

## Religión

### Parroquia La Inmaculada Concepción
La Parroquia «La Inmaculada Concepción» del municipio de La Reforma se fundó el 1 de enero de 1956 y originalmente abarcaba los municipios de La Reforma y El Quetzal. Su primer párroco fue el padre Jaime López, religioso franciscano, quien estuvo al frente de la Parroquia hasta el 5 de marzo de 1958.  En esa fecha fue sucedido por el padre Juan Bartolomé Bueno, quien a su vez dirigió la parroquia hasta el 31 de julio de 1960, fecha en que el padre Pedro López Nadal, originario de España, se hizo cargo. El 23 de abril de 1961, se concluyó la construcción del templo y fue bendecido e inaugurado por el Obispo de la Diócesis de San Marcos, Celestino Fernández.  El padre López Nadal permaneció al frente de la Parroquia hasta el 25 de enero de 1964, y fue sucedido por el padre Juan Van Der Vaeren, quien la dirigió hasta diciembre de 1966.  Ahora bien, en 1965 el municipio de El Quetzal fue constituido en Parroquia con párroco propio y dejó de pertenecer a la Parroquia de La Reforma.  Entre 1967 y 1968, atendieron temporalmente la Parroquia los padres Jorge Helin, Domingo Ezcurra y monseñor Próspero Penados del Barrio —entonces Obispo Auxiliar de San Marcos—, hasta el 25 de agosto de 1968 en que tomó posesión de la Parroquia el padre Francisco Herrero Sánchez, quien estuvo al frente de la misma por más de veinte años.  El padre Herrero se preocupó por la atención religiosa de los fieles católicos del municipio, y construyó templos en las aldeas y caseríos que no carecían de ellos.

## Turismo

### Distancias a la Ciudad de Guatemala
Existen dos vías principales para llegar a la cabecera municipal de La Reforma desde la Ciudad de Guatemala:
1. De Guatemala a Coatepeque —217 km— y de Coatepeque a La Reforma —24 km—, con un total de 241 km. Tocando las rutas de Guatemala a Escuintla CA-9 Sur, de Escuintla a Coatepeque CA-2 Occidente —pasando por Mazatenango y Retalhuleu—, de Coatepeque al crucero que divide las carreteras a La Reforma y Nuevo Progreso; ruta 13 Barrios, siguiendo esta última a Nuevo Progreso y del crucero hasta la cabecera municipal de La Reforma ruta departamental San Marcos 6.[6]
2. De Guatemala a La Reforma vía San Marcos: CA-1 Occidente, Guatemala-Cuatro Caminos 189 km. Ruta Nacional 1, Cuatro Caminos-San Marcos 62 km. Ruta Departamental 12 Sur, San Marcos-entronque finca La Sola 35 km. Ruta Nacional 6, entronque finca La Sola-La Reforma 8 km. Total: 294 km.[6]

### Transporte colectivo
El transporte es regular únicamente por la ruta del municipio de Coatepeque, Departamento de Quetzaltenango, y por ende la mayor parte de las transacciones comerciales de La Reforma son con este municipio quetzalteco.  Por su parte, el servicio por la ruta hacia la cabecera departamental de San Marcos es irregular, debido al mal estado de las carreteras, mismas que carecen de mantenimiento por la Dirección General de Caminos.

### Distancia a las aldeas, caseríos y otras localidades
| Categoría  | Nombre              | Distancia (en km) |
| ---------- | ------------------- | ----------------- |
| Municipios | San Marcos          | 43                |
| Municipios | Coatepeque          | 24                |
| Municipios | El Quetzal          | 15                |
| Municipios | Nuevo Progreso      | 31                |
| Municipios | San Cristóbal Cucho | 25                |
| Aldea      | Santa Clara         | 22                |
| Aldea      | San Rafael Bocol    | 8                 |
| Caserío    | La Esperanza        | 15                |
| Caserío    | Punta Arenas        | 2                 |
| Caserío    | Los Ochoa           | 16                |
| Caserío    | Recuerdo Asturias   | 8                 |
| Caserío    | Villa Hermosa       | 4                 |

## Costumbres y tradiciones
La feria titular de La Reforma se celebra entre el 28 de diciembre y el 2 de enero, siendo el día principal el de Año Nuevo, que se celebra con la tradicional «Quema del Torito».  Además de esta fiesta en honor a la Virgen María, durante la Semana Santa se celebran los tradicionales bailes conocidos como: «El baile del Toro», «El baile del Venado», y «El baile del Tigre». Otras celebraciones incluyen la «Quema del Diablo» el 7 de diciembre y el «Baile de la Conquista».  Otras celebraciones incluyen el Día de la Madre, la Independencia de Guatemala —que se celebra cada 15 de septiembre con desfile y bandas de todos los centros educativos del municipio—, las Fiestas Navideñas y las de Fin de año.